# 頼
頼（らい）は、周代に存在した諸侯国。紀元前538年、楚によって滅ぼされた。